# 18665 Шінахайєс
18665 Шінахайєс (18665 Sheenahayes) — астероїд головного поясу, відкритий 20 березня 1998 року.
Тіссеранів параметр щодо Юпітера — 3,396.